# Ingmar Benckert

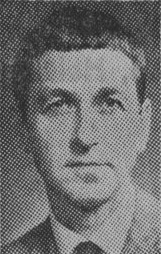
Ingmar Benckert

Ingmar Robert Benckert, född 3 november 1915 i Stockholm, död 18 juli 2005, var en svensk arkitekt.

## Biografi
Benckert, som var son till professor Karl Benckert och Ingegärd Nyqvist, avlade inredningsarkitektexamen i Stuttgart 1938. Han var anställd hos arkitekterna Lars-Erik Lallerstedt, Ture Wennerholm, Lennart Tham samt hos Backström & Reinius Arkitekter AB och var därefter avdelningsarkitekt hos HSB:s riksförbund i Stockholm från 1965. 1969 blev han biträdande chefsarkitekt vid Sparfrämjandets arkitektkontor.
Han ritade bland annat den femte Hötorgsskrapan under tiden hos Backström & Reinius, Panncentralen Kummelholmen i Vårberg 1967-1968 (numera konsthall Kummelholmen) och lamellhus i kvarteret Grödinge i Tensta (1968–1969).

## Bilder

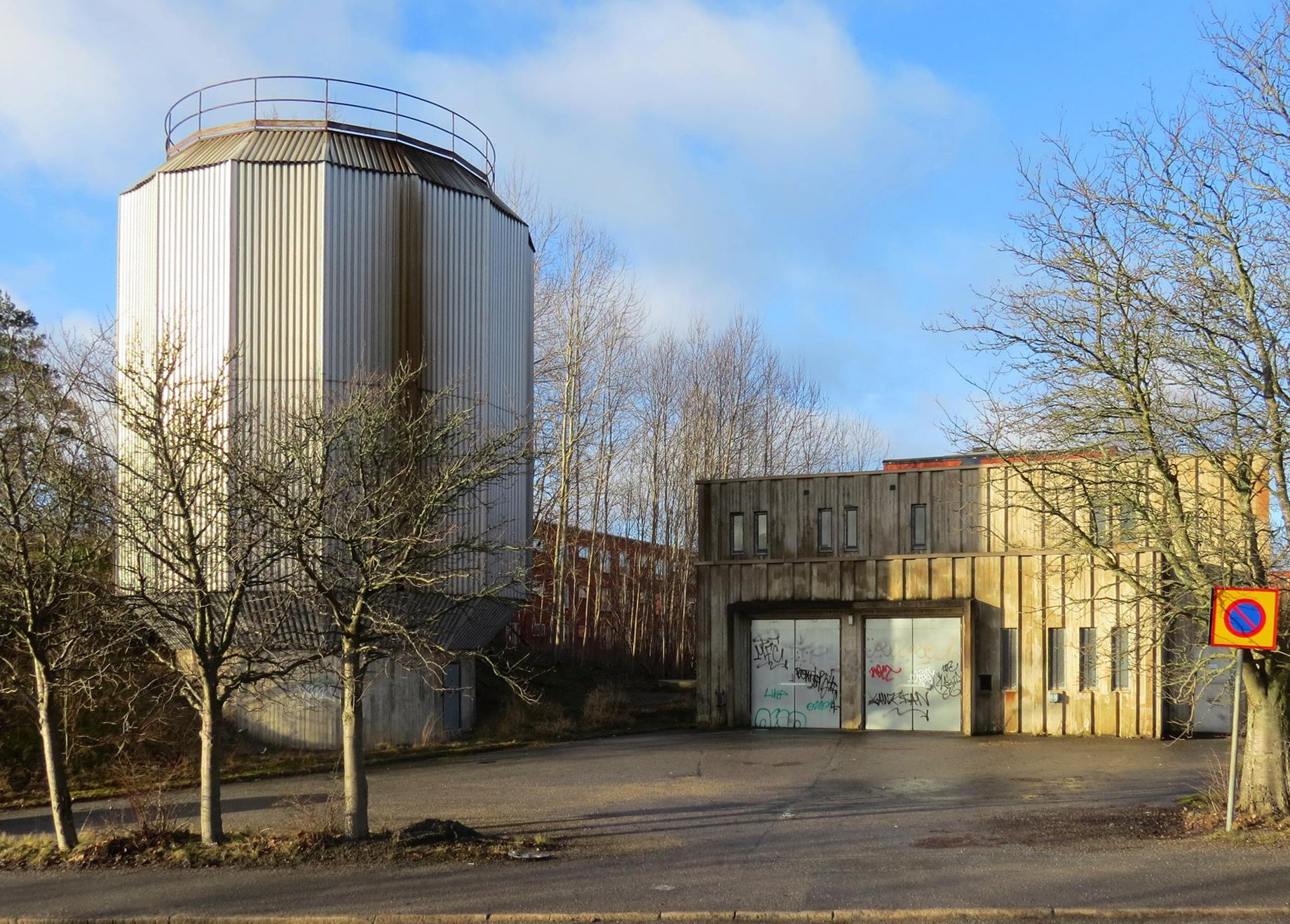
Kummelholmen som panncentral.
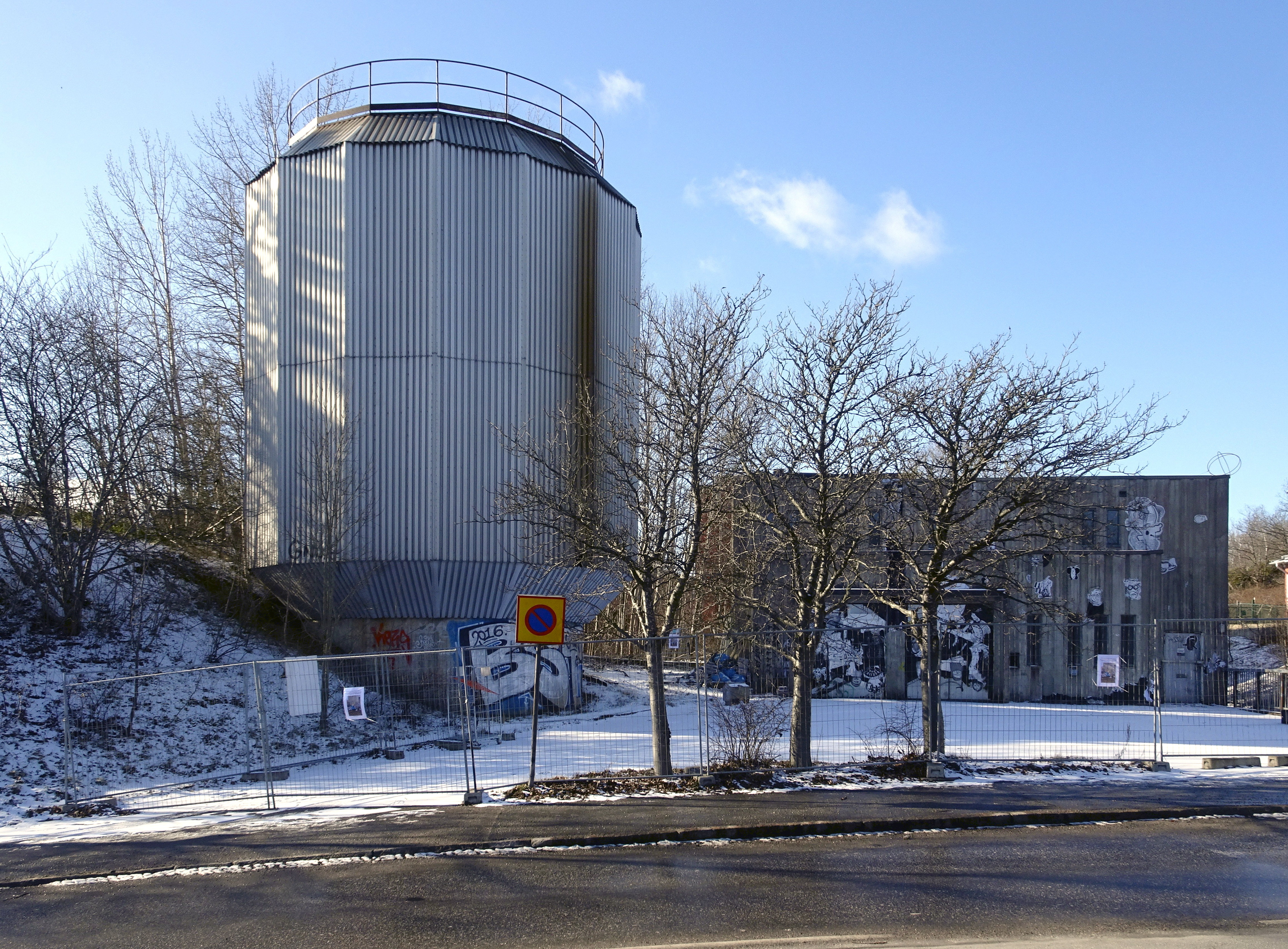
Kummelholmen som konsthall.
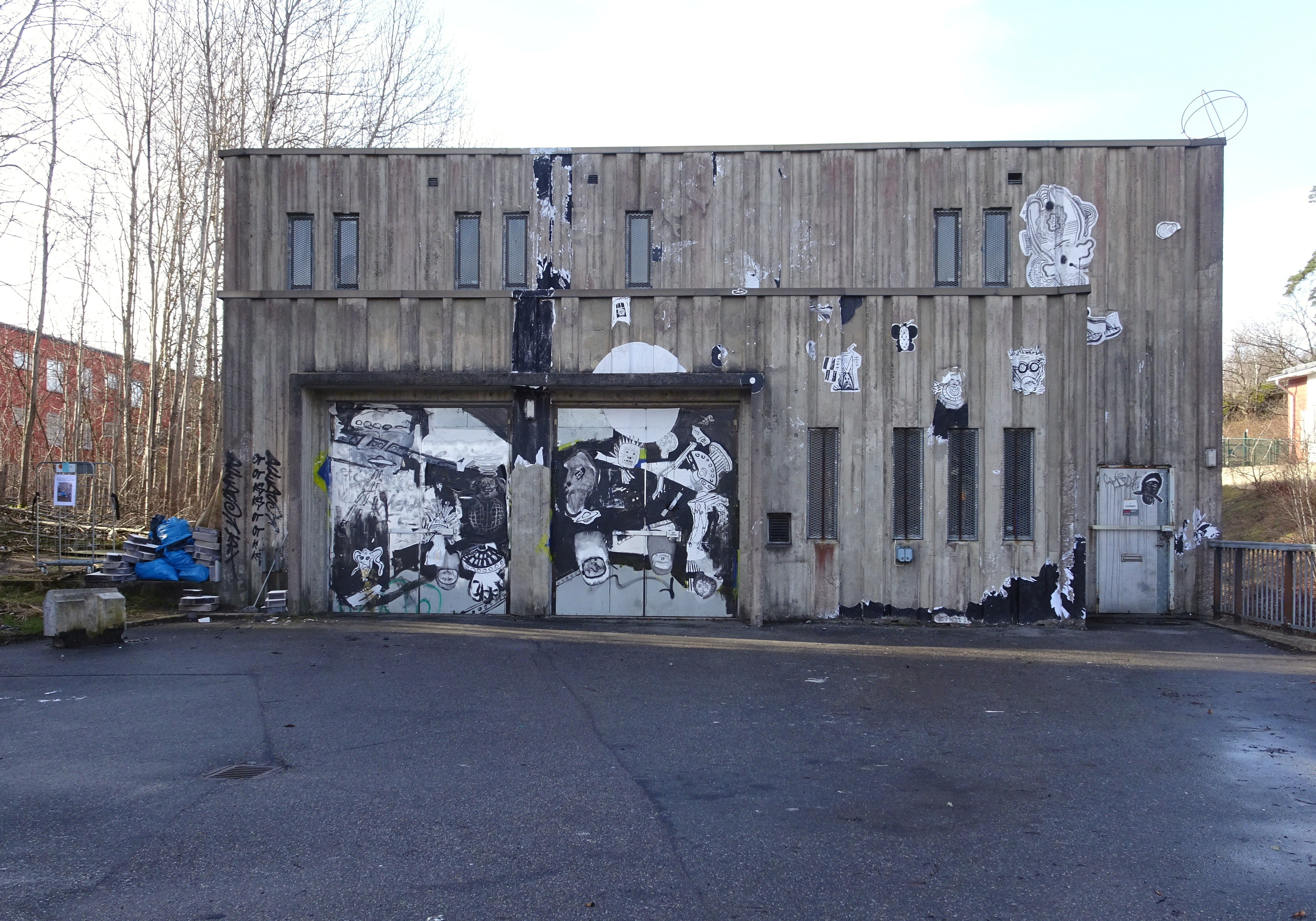
Kummelholmen, konsthall..
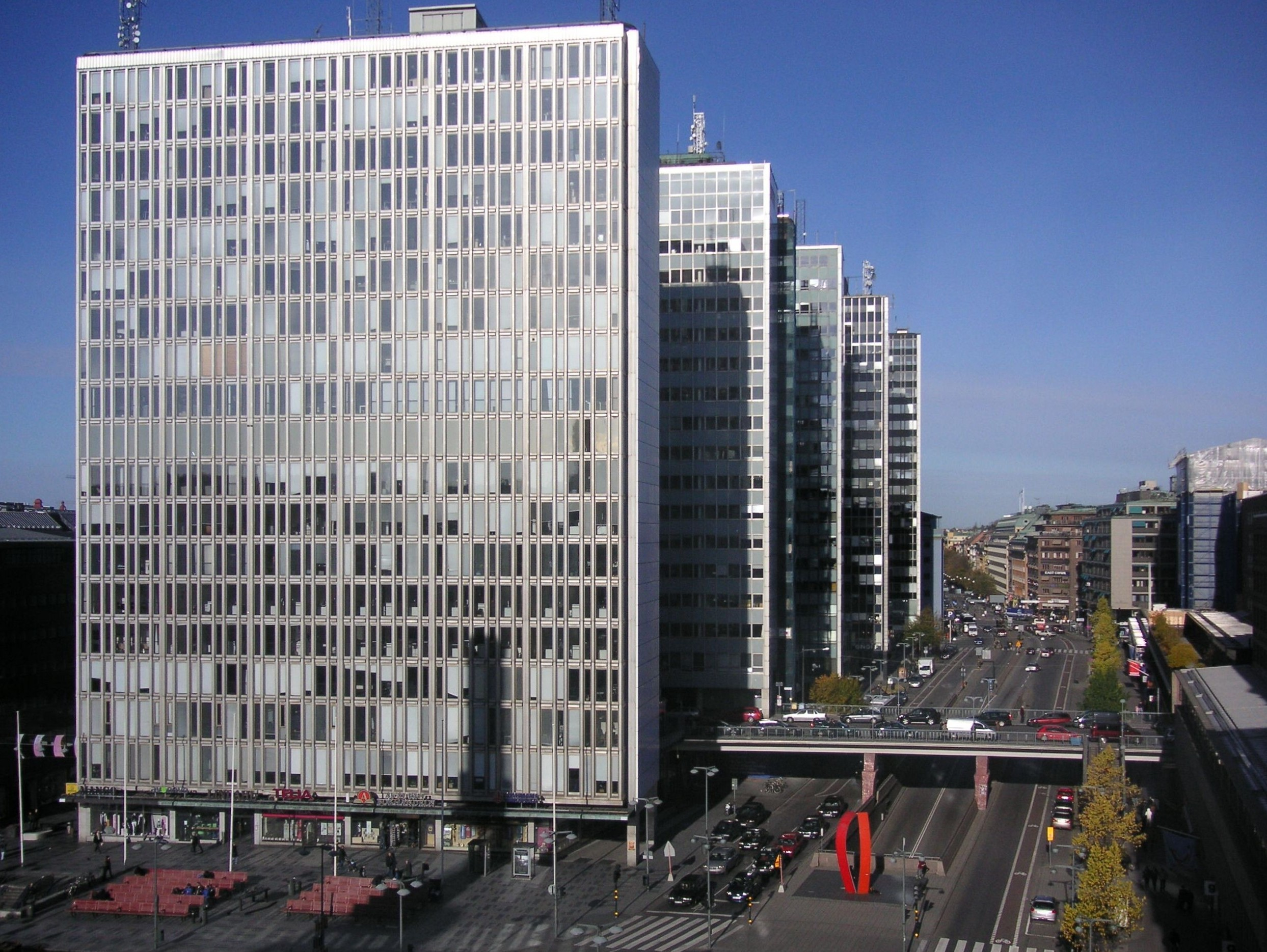
Femte Hötorgsskrapan (närmast).
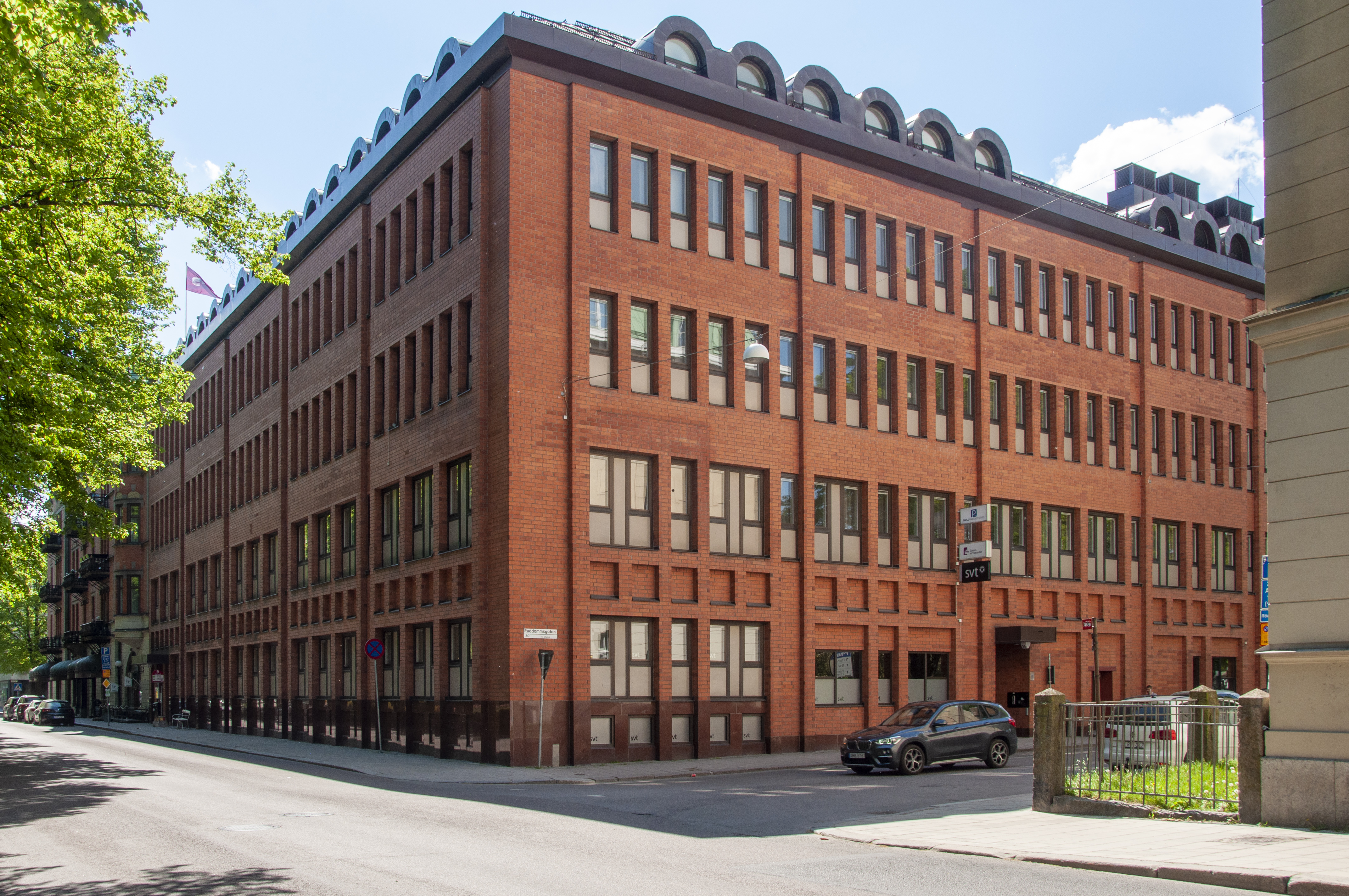
Gävleborgs sparbank